# Maria Laura Simonetto
Maria Laura Simonetto (Cittadella, 11 de noviembre de 1987) es una deportista italiana que compitió en natación. Ganó una medalla de plata en el Campeonato Europeo de Natación de 2008, en la prueba de 4 × 100 m libre.

## Palmarés internacional
| Campeonato Europeo | Campeonato Europeo       | Campeonato Europeo | Campeonato Europeo |
| Año                | Lugar                    | Medalla            | Prueba             |
| ------------------ | ------------------------ | ------------------ | ------------------ |
| 2008               | Eindhoven (Países Bajos) | Medalla de plata   | 4 × 100 m libre    |